# Jennifer O’Neill
Jennifer O’Neill (Rio de Janeiro, 1948. február 20. –) amerikai modell és színésznő. 
Az 1960-as évek végétől filmez. Szerepei főleg előnyös megjelenésére, természetes szépségére épültek, de néhány filmjében figyelemre méltó jellemábrázolói képességeit is megcsillogtatta. Az 1980-as évektől egyre több feladatot vállalt a televízióban. Magánélete nem alakult túl szerencsésen. Kilenc házasságával túlszárnyalta a férjhez menés hollywoodi rekordereit, Elizabeth Taylort és Gabor Zsa Zsát is.

## Pályafutása

### A gyermekkor
Jennifer apai ágon ír–spanyol, anyai ágon angol származású. Osztálytársai olykor rosszindulatú tréfákat űztek vele. Amikor a szülei megtagadták, hogy lovat vegyenek neki, és inkább egy macskával ajándékozták meg, a 14 éves kamaszlány öngyilkosságot kísérelt meg. A szülők megértették, hogy többet kell foglalkozniuk érzékeny gyermekükkel. Beleegyeztek abba, hogy Jennifer lovagolni tanuljon, ám egy évvel később a lány súlyos balesetet szenvedett, amikor egy ló ledobta magáról. A háta és a nyaka három helyen eltört. Nem sokkal később a család Connecticutból New Yorkba költözött. Itt kezdődött a szépséges kamaszlány modellkarrierje, de Jennifer érdeklődést mutatott a színészet iránt is. A tekintélyes Dalton Schoolban tanult, majd a modellszakmában elért sikerei nyomán felvételt nyert a rangosnak számító The Neighborhood Playhouse színiiskolába. 17 évesen férjhez ment, és megszülte Aimee nevű lányát. A házasság és a szülés viszont annyira megviselte a labilis idegzetű Jennifert, hogy kis időre elmegyógyintézetbe került, ahol a rajta elhatalmasodó stressz miatt kapott kezeléseket.

### A filmszínésznő
1968-ban kis szerepet kapott a For Love of Ivy című filmben. Ebben figyelt fel rá a veterán hollywoodi rendező, Howard Hawks, és John Wayne partneréül szerződtette a Rio Lobo (1970) című westernbe. Legnagyobb sikerét Robert Mulligan Kamaszkorom legszebb nyara (1971) című emlékezetes filmjében aratta a kamaszfiúk fantáziáját lángra gyújtó Dorothy szerepében, aki visszavárja a második világháborúban harcoló férjét. Színészi képességei elismerését jelentette, hogy ezután olyan rendezők foglalkoztatták, mint például Otto Preminger és Blake Edwards. Következő sikerfilmje a Donald Sutherland partnereként készített Gyémánt Lady volt. Jennifer formálta meg az elegáns Paulát, aki ugyan egy bűnbanda tagja, de még időben átáll a jó oldalra. Művészi szempontból különösen figyelemre méltó első két olasz filmje. Luigi Zampa Tisztes honpolgárok (1975) című bűnügyi drámájában egy fiatal tanítónőt játszott, aki egy titokzatos gyilkosságsorozat kulcsfigurája lesz. Partnerei Franco Nero és James Mason voltak. Luchino Visconti Az ártatlan (1976) című nagy műgonddal készült irodalmi adaptációjában a Giancarlo Giannini megformálta főszereplő szeretőjét alakította. Chuck Norris partnere volt az Egyszemélyes hadsereg (1979) című akciófilmben. A női főszerepet játszotta David Cronenberg ma már klasszikus horrorjában, az Agyfürkészőkben (1981). 1984-ben megkapta a Cover Up című tévésorozat női főszerepét. A sikeresen indult szériát azonban leállították az egyik férfi főszereplő, Jon-Erik Hexum halála (tréfából elsütött egy kellékfegyvert, és fejsérülésébe néhány nappal később belehalt) miatt  Jennifert a tragédia különösen megrázta, mivel 1983-ban ő is fegyverbalesetet szenvedett, amikor véletlenül hasba lőtte magát. A színésznő a történelem egyik leghírhedtebb nőalakját, a kéjvágyáról ismert 
Messalinát alakította az A. D. (1985) című tévésorozatban. Noha még az új évezredben is kapott szerepeket, pályafutása szempontjából ezek már semmilyen szakmai előrelépést nem jelentettek. Az 1992-ben készült Pusztító vágyban játszott szerepe, Hillary távoli rokonságot mutat a Kamaszkorom legszebb nyara Dorothyjával: mindketten akaratlanul is fiatalabb fiúkat vonzanak a bűvkörükbe.

## Magánélet
A gyerekként is érzékeny természetű Jennifer életét felnőttként ugyancsak végigkísérték a sorscsapások. Házasságai nem sikerültek. Ötödik férjétől született egy fia, ám a férfi nyakára hágott Jennifer vagyonának. A színésznő anyagilag talpra állt, újra férjhez ment, és még egy fiút szült, immár hatodik férjétől, aki azonban csapodárnak bizonyult. Jennifer elvált a hűtlen hitvestől, de egy újabb rosszul sikerült házasság után ismét férjhez ment hozzá. (Ebben is hasonlít Elizabeth Taylorhoz, aki ugyancsak kétszer kötött házasságot ugyanazzal a férfival Richard Burtonnel). Egyik férje, Nick De Noia gyilkosság áldozata lett.
Jennifer 1999-ben a Surviving Myself című könyvben írta meg zaklatott élete regényét. A tragédiák és kudarcok nem törték össze, aktív jótékonysági tevékenységet folytat, és a keresztény vallásban megtalálta lelki nyugalmát is. Hollywoodtól távol, egy nashville-i farmon él, ahol lovakat is tart. Sikeres önéletrajzi könyve után újabb írásai jelentek meg.

## Filmográfia

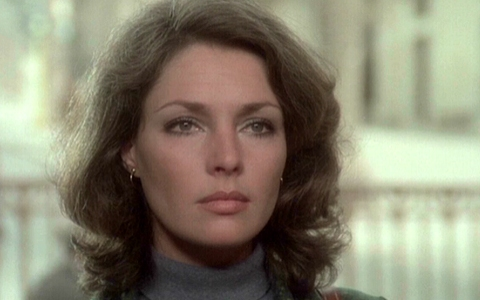
Elena Bardi szerepében a Tisztes honpolgárok című 1975-ös filmben

### Film
| Év   | Magyar cím                              | Eredeti cím                      | Szerep                            | Magyar hang        |
| ---- | --------------------------------------- | -------------------------------- | --------------------------------- | ------------------ |
| 1968 |                                         | For Love of Ivy                  | Sandy                             |                    |
| 1969 |                                         | Some Kind of a Nut               | szépség (stáblistán nem szerepel) |                    |
| 1970 | Rio Lobo                                | Rio Lobo                         | Shasta Delaney                    | Kovács Nóra        |
| 1970 | Rio Lobo                                | Rio Lobo                         | Shasta Delaney                    | Kiss Mari          |
| 1970 | Rio Lobo                                | Rio Lobo                         | Shasta Delaney                    | Németh Borbála     |
| 1971 | Kamaszkorom legszebb nyara              | Summer of ’42                    | Dorothy Walker                    | Borbás Gabi        |
| 1971 | Kamaszkorom legszebb nyara              | Summer of ’42                    | Dorothy Walker                    | Mátrai Márta       |
| 1971 | Kamaszkorom legszebb nyara              | Summer of ’42                    | Dorothy Walker                    | Györgyi Anna       |
| 1971 |                                         | Such Good Friends                | Miranda                           |                    |
| 1972 | Rejtélyes halál                         | The Carey Treatment              | Georgia Hightower                 |                    |
| 1972 |                                         | Glass Houses                     | Jean                              |                    |
| 1973 | Gyémánt Lady                            | Lady Ice                         | Paula Booth                       | Pálos Zsuzsa       |
| 1975 |                                         | The Reincarnation of Peter Proud | Ann Curtis                        |                    |
| 1975 |                                         | Whiffs                           | Scottie Hallam hadnagy            |                    |
| 1975 | Tisztes honpolgárok                     | Gente di rispetto                | Elena Bardi                       | Almási Éva         |
| 1976 | Az ártatlan                             | L’innocente                      | Teresa Raffo                      | Káldi Nóra         |
| 1976 | Az ártatlan                             | L’innocente                      | Teresa Raffo                      | Pápai Erika        |
| 1977 |                                         | Sette note in nero               | Virginia Ducci                    |                    |
| 1978 | Karavánok                               | Caravans                         | Ellen Jasper                      | Tóth Enikő         |
| 1979 | Egyszemélyes hadsereg                   | A Force of One                   | Mandy Rust                        | Menszátor Magdolna |
| 1979 | Egyszemélyes hadsereg                   | A Force of One                   | Mandy Rust                        | Orosz Helga        |
| 1979 | Egyszemélyes hadsereg                   | A Force of One                   | Mandy Rust                        | Kiss Erika         |
| 1979 |                                         | Steel                            | Cass Cassidy                      |                    |
| 1980 | Felhőtáncos                             | Cloud Dancer                     | Helen St. Clair                   | Tóth Éva           |
| 1981 | Agyfürkészők                            | Scanners                         | Kim Obrist                        | Földi Teri         |
| 1987 |                                         | I Love N.Y.                      | Irene                             |                    |
| 1991 |                                         | Committed                        | Susan Manning                     |                    |
| 1992 |                                         | Invasion of Privacy              | Hillary Wayne                     |                    |
| 1994 | Teljes diszkréció                       | Discretion Assured               | Paige                             |                    |
| 1994 | Vizuális Biblia: Apostolok cselekedetei | The Visual Bible: Acts           | Lydia                             |                    |
| 1997 |                                         | The Corporate Ladder             | Irene Grace                       |                    |
| 1997 |                                         | The Ride                         | Ellen Stillwell                   |                    |
| 1999 | Szörfös és királyfi                     | The Prince and the Surfer        | Albertina királynő                |                    |
| 2002 |                                         | Time Changer                     | Michelle Bain                     |                    |
| 2012 |                                         | Last Ounce of Courage            | Dottie Revere                     |                    |
| 2013 |                                         | Doonby                           | Barbara Ann                       |                    |
| 2016 |                                         | I'm Not Ashamed                  | Linda                             |                    |
| 2024 |                                         | Reagan                           | idősebb Nelle Wilson Reagan       |                    |

### Televízió
| Év        | Magyar cím                           | Eredeti cím                                | Szerep             | Megjegyzések                               |
| --------- | ------------------------------------ | ------------------------------------------ | ------------------ | ------------------------------------------ |
| 1979      |                                      | Love's Savage Fury                         | Laurel Taggart     | tévéfilm                                   |
| 1981      |                                      | TheO ther Victim                           | Nancy Langford     | tévéfilm                                   |
| 1983      |                                      | Bare Essence                               | Lady Bobbi Rowan   | főszereplő (11 epizód)                     |
| 1984–1985 |                                      | Cover Up                                   | Danielle Reynolds  | főszereplő (22 epizód)                     |
| 1985      |                                      | A.D.                                       | Messalina          | minisorozat (5 epizód)                     |
| 1985      | A védelmező                          | Chase                                      | Sandy Albright     | tévéfilm                                   |
| 1986      | Perry Mason: A lövöldöző sztár esete | Perry Mason: The Case of the Shooting Star | Alison Carr        | tévéfilm                                   |
| 1988      | Vörös pók                            | The Red Spider                             | Stephanie Hartford | tévéfilm                                   |
| 1988      |                                      | Glory Days                                 | Scotty Moran       | tévéfilm                                   |
| 1989      | Botrányos szexkazetták               | Full Exposure: The Sex Tapes Scandal       | Debralee Taft      | tévéfilm                                   |
| 1990      | Halálos randevúk                     | Personals                                  | Heather Moore      | tévéfilm                                   |
| 1992      |                                      | Perfect Family                             | Maggie             | tévéfilm                                   |
| 1993      | Topmodell gyilkosságok               | The Cover Girl Murders                     | Kate               | - tévéfilm - magyar hangja: - Andresz Kati |
| 1994      | Koholt vád                           | Jonathan Stone: Threat of Innocence        | Nan Stone          | tévéfilm                                   |
| 1995      | Csillámló szenvedélyek               | Silver Strand                              | Louellen Peterson  | - tévéfilm - magyar hangja: - Andresz Kati |
| 1996      | Poltergeist – A kopogó szellem       | Poltergeist: The Legacy                    | Lorraine Compton   | 1 epizód                                   |
| 1997      | Nash Bridges – Trükkös hekus         | Nash Bridges                               | Jenny              | 1 epizód                                   |
| 2000      |                                      | On Music Row                               | Linda Rodgers      | tévéfilm                                   |